# Myrtle Avenue (Fourth Avenue Line)
Myrtle Avenue is een voormalig station van de metro van New York in het stadsdeel Brooklyn, aan de Fourth Avenue Line. Het station is al sinds de jaren 50 niet meer in gebruik en een van de perrons is gesloopt. Op het andere perron is in de jaren 80 het kunstwerk Masstransiscope gebouwd, dat vanuit voorbijrijdende treinen gezien kan worden.
 ·  ·  ·  ·  ·  ·  ·  ·  · 